# دوري كرة القدم الغربي 1910–11
دوري كرة القدم الغربي 1910–11 (بالإنجليزية: 1910–11 Western Football League)‏ هو موسم من دوري كرة القدم الغربي ‏. فاز فيه نادي بريستول سيتي.